# 6-й окремий мотопіхотний батальйон «Збруч»
6-й окремий мотопіхотний батальйон (6 ОМПБ, пп В0122) — військове формування Збройних сил України, яке існувало у 2014—2016 роках. Батальйон був створений у 2014 році як 6-й батальйон територіальної оборони «Збруч» з мешканців-добровольців Тернопільської області. Розформований в 2016 році.

## Історія

### Створення
Батальйон «Збруч» сформований у травні 2014 року районними та міськими комісаріатами Тернопільської області з числа добровольців і мобілізованих громадян з Тернополя та інших районів Тернопілля для виконання бойових завдань для захисту, охорони та оборони територіальної цілісності України. Назва батальйону пов'язана з річкою Збруч у Тернопільській області.
На оснащення батальйону «Збруч» з обласного бюджету був виділений один мільйон гривень. Паралельно, батальйон був профінансований Міністерством оборони України. Громади та керівництво районів, звідки до «Збручу» прийшли бійці, також надали землякам посильну матеріальну та грошову допомогу. Волонтери передали воякам захисне спорядження — шоломи та бронежилети, предмети побуту, ліки тощо.
31 травня перша група з 19 військовослужбовців, які ще не служили у Збройних Силах чи інших військових формуваннях України, склали Присягу на вірність українському народові. На початку червня розпочалося бойове злагодження 6-го батальйону територіальної оборони «Збруч».
Штатна чисельність батальйонів територіальної оборони мирного часу була визначена в 426 військовослужбовців (одна стрілецька и дві роти охорони). У багатьох членів офіцерського та сержантського складу батальйону «Збруч» за плечима залишилися роки служби, як у радянській, так і в українській арміях. Серед добровольців були представники усіх верст суспільства, багато з яких брали участь у Революції гідності. Офіцери батальйону Олег Матяш та Володимир Кузяк обороняли барикади на вулиці Інститутській на Євромайдані в Києві. До лав батальйону приєднався італієць українського походження, уродженець Тернополя i активіст римського Майдану Зіновій Флекей, який загинув у зоні АТО.
При формуванні особовий склад батальйону отримав легку стрілецьку зброю: пістолети, автомати та ручні кулемети. У серпні небайдужі до потреб батальйону в техніці тернопільці відремонтували та передали у «Збруч» 6 броньованих розвідувально-дозорних машин (БРДМ). Якщо всі військовослужбовці одразу ж одержали сталеві шоломи, то із забезпеченням захисними бронежилетами відповідного класу захисту виникли проблеми бюрократичного плану. Тому бронежилети для солдатів закуплялися волонтерами за рахунок коштів, зібраних тернопільською громадою.

### Бойові завдання
Після проходження вишколу на військовому полігоні особовий склад 6-го батальйону територіальної оборони розпочав службу по охороні стратегічних об'єктів у Тернопільській області. Пізніше, частину батальйону було вирішено направити на Херсонщину для виконання завдань у район проведення Антитерористичної операції на півдні України. Це викликало певні проблеми, бо основна мета батальйону при його формуванні була доведена до майбутнього особового складу як охорона стратегічних об'єктів Тернопільської області. Тому, 17 липня замначальника батальйону по військовій підготовці Віталій Гуменний та 38 солдатів, у більшості з сімейних обставин, відмовилися їхати на Херсонщину. Вони залишилися служити в Тернополі, але проти них було відкрито кримінальне провадження за ст. 402 Кримінального кодексу України. Деяких добровольців, зокрема, колишнього підполковника міліції Ігоря Длугоша, в якого виникли питання щодо ставлення командування батальйону до військовослужбовців, навпаки залишили в Тернополі. За його словами, при формуванні батальйону в. о. обласного комісара В. Катинський в усній формі оголосив, що той, хто відмовиться проходити службу у створюваному тернопільському батальйоні територіальної оборони, буде направлений для проходження подальшої служби в інші військові частини на території України за межами області. Треба зазначити, що у пресі були надруковані публікації протилежного характеру, які обвинувачують солдата Ігоря Длугоша в порушенні уставних вимог ЗСУ. Перебуваючи на Херсонщині, солдат-доброволець Володимир Микитчак поскаржився у військову прокуратуру на те, що керівництво батальйону спробувало вчинити над ним фізичну розправу.
Восени 2014 року більшість бійців батальйону «Збруч» продовжила нести службу на блок-постах у Херсонській області на кордоні з Кримом. Звідти у вересні рідним поступили нарікання на те, що солдати залишилися без харчових припасів і теплих речей: «Керівництво батальйону не навідується до бійців на блок-постах, хлопцям зрідка привозять воду, якої не вистачає, раз у тиждень завозять трохи хліба».. Завдяки медіа та волонтерам це питання було врегульовано. Також, у ніч з 13 на 14 вересня на блок-посту біля села Каїрка, у Каланчацькому районі Херсонської області, солдат 6-го БТрО «випустив у бік чоловіка чергу попереджувальних пострілів», внаслідок яких житель села Новофедорівка одержав поранення i помер у лікарні. По цьому факту було відкрито кримінальне провадження за ч. 2 ст. 414 Кримінального кодексу України «Порушення правил поводження зі зброєю».
Під час позачергових виборів народних депутатів України 26 жовтня 2014 року солдати та офіцери батальйону отримали можливість проголосувати за місцем несення військової служби.
Батальйон «Збруч» продовжують постійно опікати громади та організації Тернопільщини, такі як ГО «Наш рідний Тернопіль», БФ «Слава і Честь», а також патріоти-тернопільці, що проживають за кордоном у Португалії та Іспанії. Юні артисти з Чаплинського районного будинку творчості та юнацтва під керівництвом Тетяни Климової приїхали на Херсонщину i провели для солдатів концерт.

Командир батальйону Ігор Ларін засвідчив високий бойовий дух бійців батальйону «Збруч»:

### Переформатування
Восени 2014 року Міністерство оборони України та Генеральний штаб Збройних сил України ухвалили рішення про переформатування 6-го БТрО у мотопіхотний батальйон та переведення військовослужбовців тернопільського батальйону до 128-ї гірсько-піхотної бригади (м. Мукачево), в/ч А1556, Західне оперативне командування ЗСУ. Міністр оборони України Степан Полторак зробив заяву, що «по батальйонам територіальної оборони відповідне рішення вже прийняте, щоб вони увійшли до складу регулярних частин» Збройних сил України.

### Розформування
В 2016 році батальйон було розформовано, на його базі створений батальйон охорони 19 рбр.

## Втрати
- Флекей Зіновій Миколайович, солдат, загинув 3 жовтня 2014 року.
- Чухась Руслан Іванович, сержант, загинув 1 лютого 2015 року.
- Наливайчук Юрій Богданович, молодший сержант, загинув 1 лютого 2015 року.
- Римар Павло Андрійович, солдат, загинув 1 лютого 2015 року.
- Кулинець Назарій Вікторович, солдат, загинув 1 лютого 2015 року.
- Вернигора Вадим Васильович, солдат, стрілець, загинув 1 лютого 2015 року.
- Сикліцкий Назарій Олексійович, солдат, загинув 1 лютого 2015 року.
- Біленький Тарас Ярославович, сержант, командир відділення, загинув 21 серпня 2015 року.
- Балог Михайло Іванович, молодший сержант, загинув 30 вересня 2015 року[22].
- Горовий Юрій Васильович, старший солдат, 2 жовтня 2015, Новоайдар[23]
- Ковальський Тарас Володимирович, солдат, водій-механік, загинув 29 жовтня 2015 року.